# Hyltebruk
Hyltebruk ist der Hauptort der schwedischen Gemeinde Hylte. Hyltebruk liegt in der Provinz Hallands län und der historischen Provinz Småland. Im Jahr 2015 hatte der Ort 3992 Einwohner auf einer Fläche von 466 Hektar.
Die wichtigsten Wirtschaftszweige sind die Forstwirtschaft und die Papierproduktion. Der Ort entwickelte sich als Werkssiedlung um das Papierwerk Hulte (Hylte bruk), heute einer der größten Zeitungspapierhersteller der Welt.
Der örtliche Volleyballverein Hylte/Halmstad VBK war schon mehrmals schwedischer Meister, zuletzt 2021.

## Persönlichkeiten
- Sead Hakšabanović (* 1999), schwedisch-montenegrinischer Fußballspieler